# 長崎県立上対馬高等学校
長崎県立上対馬高等学校（ながさきけんりつ かみつしまこうとうがっこう, Nagasaki Prefectural Kamitsushima High School）は、長崎県対馬市上対馬町大浦に位置する県立高等学校。
対馬最北端、つまり長崎県最北端にある高等学校である。日本で一番外国（韓国）に近い高校でもある。

## 概要
歴史
1948年（昭和23年）に長崎県立対馬高等学校（対馬南部）に併置された「長崎県立長崎水産高等学校対馬分校」を前身とする。校地を対馬北部に移し、長崎水産高等学校・対馬高等学校の分校を経て、1964年（昭和39年）に独立し現校名となった。2009年（平成21年）に独立45周年（分校開校60周年）を迎えた。
校訓
「 誠 」（まこと）- 自彊・自律・自照
キャッチフレーズ
「頑張る君に応える高校」
教育目標
1. 自ら学び、自らを高めていこうとする意欲をもった人間の育成。
2. 心身ともに健康で、夢と希望を持ったたくましい人間の育成。
3. ふるさとの伝統文化や自然を愛し誇りにする心を持ち、これからの国際社会を生き抜く力を有する人間の育成。
4. 家庭・地域社会・学校が連携した教育活動の推進。次の教育組織がある。

校章
長崎県立上対馬高等学校として独立した1964年（昭和39年）に現在の校章を制定。当時の職員が図案化にあたり、旧対馬藩主、宗家の紋章であった五七の桐を背景に、上対馬（Kamitsushima）の頭文字のKを加え、その上に「高」を添えたものである。上に向かう花が確固たる基盤の上に、大空に力一杯のびることで「無限の発展と鋭さ」を表している。そして下の葉が揺るぎ無い地盤の上に、果てしなくのびることで、未来に向かい相互に伸びていく「調和」を象徴している。
校歌
作詞は宗武志、作曲は内藤邦子による。歌詞は3番まであり、各番とも「いざ友よ」で終わる。1番には校訓の「誠」が入っている。
設置課程・学科
全日制課程 普通科

## 沿革
- 1948年（昭和23年） 
  - 4月1日 - 「長崎県立長崎水産高等学校対馬分校」（水産課程）が、長崎県立対馬高等学校内に開設。
  - 12月1日 - 豊崎町立比田勝中学校内に移転し、「長崎県立長崎水産高等学校豊崎分校」（定時制）と改称。
- 1952年（昭和27年）4月1日 - 移管により「長崎県立対馬高等学校定時制豊崎分校」となる。
- 1954年（昭和29年）11月21日 - 本館・和洋裁室が完成。
- 1962年（昭和37年）
  - 3月 - 定時制課程の募集を停止。
  - 4月1日 - 全日制に切り替える。
- 1963年（昭和38年）
  - 4月8日 - 校舎（6教室）が完成。
  - 4月15日 - 寄宿舎が完成。
- 1964年（昭和39年）
  - 3月20日 - 校舎（6教室）が完成。
  - 4月1日 - 「長崎県立上対馬高等学校」（現校名）として分離・独立。初代校長には梅野自彊が就任。
  - 6月15日 - 開校式典を挙行。校章を制定。
  - 9月23日 - 校旗を制定。
- 1965年（昭和40年）3月31日 - 定時制課程を廃止。
- 1966年（昭和41年）
  - 1月7日 - 木造2階建ての生徒寄宿舎「誠心寮」が西泊字田越に完成。
  - 2月19日 - 校歌を制定。
  - 6月29日 - 図書室を含む5教室が完成。
- 1969年（昭和44年）6月20日 - 体育館が完成。
- 1973年（昭和48年）3月31日 - 格技場が完成。
- 1981年（昭和56年）
  - 4月1日 - 在寮希望者の減少により、生徒寄宿舎を休寮。
  - 9月1日 - 運動場開きを行う。
- 1982年（昭和57年）
  - 3月31日 - 現在地に新校舎（第一期工事）が完成。
  - 4月1日 - 生徒寄宿舎を廃止。
  - 7月13日 - 新校舎（第二期工事）が完成。
  - 12月2日 - 新体育館が完成。
  - 12月20日 - クラブ室が完成。
  - 12月23日 - 新校舎に移転完了。
- 1983年（昭和58年）
  - 3月31日 - 旧校舎の解体を完了。（体育館・格技場を除く）
  - 9月16日 - 自転車置き場が完成。
  - 10月26日 - 新格技場が完成。
  - 11月10日 - 校門を設置。
  - 12月9日 - シャワー室が完成。
- 1984年（昭和59年）3月15日 - 校舎間の渡り廊下が完成。
- 1986年（昭和61年）4月24日 - 新入生宿泊研修を開始。
- 1987年（昭和62年）
  - 2月28日 - 校訓碑を建立。
  - 4月8日 - 男子の制服を改定。
- 1988年（昭和63年）
  - 3月9日 - 合宿所「誠和館」が完成。
  - 10月31日 - パソコン教室を設置。
- 1989年（平成元年）7月15日 - 対馬三校（対馬高・豊玉高・上対馬高）合同で韓国への修学旅行を実施。
- 2008年（平成20年） - 在籍者1名が、長崎県の高校生としては初めて危険物取扱者試験甲種に合格[2]。
- 2014年（平成26年）4月1日 - 対馬市立比田勝中学校・対馬市立佐須奈中学校との連携型中高一貫教育を開始[3]。

## 学校行事
3学期制
1学期
- 7月 - 舟グロー[4]大会
- 8月 - 体育祭

2学期
10月 - 文化祭
- 11月 - 校内マラソン大会
- 12月 - 校内就職模試

3学期
- 2月 - 修学旅行（通常韓国、パスポートの取得）、耐寒競歩大会

## 部活動
運動部
- 陸上競技部　- 1984年（昭和59年）全国高等学校総合体育大会（高総体）に出場経験がある。
- 剣道部
- バスケットボール部（男）- 1988年（昭和63年）バスケットボール同好会として発足。
- バレーボール部（女）
- ソフトテニス部 - 1986年（昭和61年）5月に同好会から部に昇格。
- 野球部 - 対馬高校豊崎分校時代の1951年（昭和36年）夏に第6回全国高等学校軟式野球大会長崎県予選と北九州地区大会で優勝したことがある。

文化部
- ブラスバンド部 - 1986年（昭和61年）4月創部。定期演奏会を開催。韓国の釜山で行われる創作管楽演奏祭に招待され、出演している。
- 茶道部
- 美術部
- 報道部
- ボランティア同好会 - 1986年（昭和61年）5月創設。

## アクセス
最寄りのバス停
- 「高校前」
  - 対馬交通 - 厳原・対馬空港から縦貫線
  - 対馬市営バスの鰐浦[5]比田勝循環線
    - 厳原から約2時間15分、対馬空港から約1時間55分、比田勝港から約5分。

最寄りの道路
- 比田勝港と大浦湾を横断して結ぶ国道382号のほぼ中間地点にある。

最寄りの港
- 比田勝港 - 九州郵船が博多港との間にフェリーげんかい・高速船ビートル（JR九州高速船が運航）を運航している。

## 周辺
- 比田勝（ひたかつ）トンネル
- 対馬市立比田勝小学校
- 対馬市立比田勝中学校
- 対馬市消防本部上対馬出張所
- 比田勝郵便局
- 対馬市役所上対馬振興部（旧・上対馬地域活性化センター）
- 長崎県上対馬病院